# HMS Juno (F46)
«Джуно» (F46) (англ. HMS Juno (F46) — військовий корабель, ескадрений міноносець типу «J» Королівського військово-морського флоту Великої Британії за часів Другої світової війни.

## Історія створення
«Джуно» був закладений 26 серпня 1937 року на верфі компанії Fairfield Shipbuilding and Engineering Company, в Глазго. 8 травня 1939 року увійшов до складу Королівських ВМС Великої Британії.